# Административное деление Курдистана
В административно-территориальном отношении автономный регион Курдистан разделен на 10 парездах (курд. Parêzgeh — «область»).
Почти все из этих провинций делится на районы. Каждый район же разделён на суб-округа. Провинции имеют свои столицы, в то время как районы и подрайоны имеют районные центры. Имеются точки разногласий между иракским правительством и курдским регионом по поводу курдских территорий, особенно в соседних провинциях Киркук, Найнава и Дияла.

## Провинции

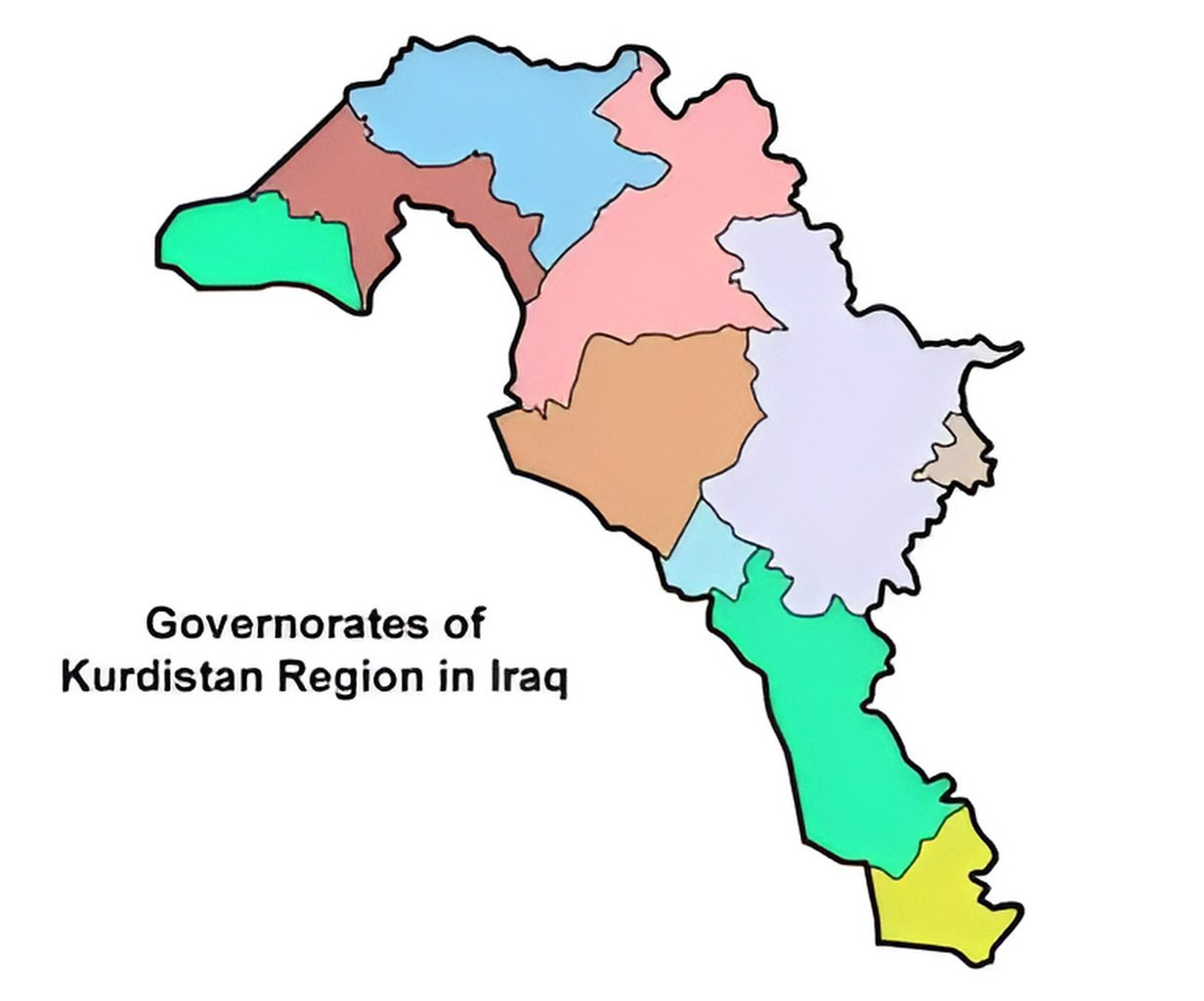
Административное деление Курдистана

Курдистан делится на следующие провинции:
| №  | Русское название | Оригинальное название на курдском            | Число районов | Административный центр | Население (оценка, 2024) | Территория | Плотность      |
| -- | ---------------- | -------------------------------------------- | ------------- | ---------------------- | ------------------------ | ---------- | -------------- |
| 1  | Эрбиль           | پارێزگای ھەولێر, лат.: Parêzgeha Hewlêr      | 10            | Эрбиль                 | ▲ 3,099,046 чел.         | 17 554 км² | 176,5 чел./км² |
| 2  | Сулеймания       | پارێزگای الێمانی, лат.: Parêzgeha Silêmaniyê | 15            | Сулеймания             | ▲ 2,309,391 чел.         | 20 143 км² | 114,6 чел./км² |
| 3  | Дахук            | پارێزگای دھۆک, лат.: Parêzgeha Dihokê        | 7             | Дахук                  | ▲ 1,815,763 чел.         | 10 955 км² | 165,7 чел./км² |
| 4  | Киркук           | پارێزگای کەرکووک, лат.: Parêzgeha Kerkûkê    | 4             | Киркук                 | ▲ 1,377,724 чел.         | 9 679 км²  | 142,3 чел./км² |
| 5  | Тель-Афар        | پارێزگای تێلێفێر, лат.: Parêzgeha Telefer    | 3             | Тель-Афар              | ▼ 779,595 чел.           | 5 786 км²  | 134,7 чел./км² |
| 6  | Дияла            | پارێزگەها دیالەیێ, лат.: Parêzgeha Diyaleyê  | 3             | Ханакин                | ▼ 236,238 чел.           | 10 931 км² | 21,6 чел./км²  |
| 7  | Синджар          | پارێزگای شەنگال, лат.: Parêzgeha Şengalê     | 1             | Синджар                | ▲ 391,718 чел.           | 3 576 км²  | 109,5 чел./км² |
| 9  | Халабаджа        | پارێزگای ھەڵەبجە, лат.: Parêzgeha Helebceyê  | 4             | Халабаджа              | ▲ 123,911 чел.           | 133,8 км²  | 926,1 чел./км² |
| 9  | Туз              | پارێزگای توز, лат.: Parêzgeha Tûz            | 1             | Туз-Хурмату            | ▼ 77,946 чел.            | 2 500 км²  | 31,1 чел./км²  |
| 10 | Бадра            | پارێزگای بێدرێ, лат.: Parêzgeha Bedre        | 1             | Бадра                  | ▼ 15,196 чел.            | 3 015 км   | 5,0 чел./км²   |
|    | Всего            |                                              | 47            | Киркук / Эрбиль        | ▲ 10,226,528 чел.        | 85 027 км² | 120,3 чел./км² |

## Спорные территории
Спорные территории на курдско-иракской границе были основной проблемой между арабами и курдами всегда. После вторжения коалиционных сил в 2003 году курды получили территорию к югу от Курдистана, чтобы восстановить свои исторические земли. Но по факту территории части Найнава, Киркук и Дияла все ещё официально не входят в состав Курдистана. При этом город Киркук в июне 2014 года был захвачен террористами Исламского государства, стремящимися создать отдельное арабское исламское (суннитское) государство на части территории Ирака и Сирии. Через несколько дней курдские военные формирования отвоевали город, таким образом Киркук фактически перешёл под контроль Иракского Курдистана. В середине октября 2017 года Киркук перешел под контроль центральных властей Ирака.